# Dr. Dre
Andre Young (* 18. února 1965, Los Angeles, Kalifornie), známý jako Dr. Dre, je jeden z amerických průkopníků současné hip-hopové kultury a gangsta rapu. Byl členem legendární skupiny N.W.A. Je šestinásobným držitelem prestižní ceny Grammy. Je považován za jednoho z nejlepších, a také nejvyhledávanějších, hip hopových producentů. Byl spoluzakladatelem hudebních nahrávacích společností Death Row Records a Aftermath Entertainment. Dle časopisu Forbes jeho jmění v roce 2014 činilo 550 milionů amerických dolarů. Tehdy byl druhým nejbohatším hip-hopovým umělcem na světě. V červnu 2014 však odkoupila společnost Apple jeho firmu Beats Electronics za 3 miliardy dolarů. Dr. Dre v ní vlastnil přes 25 % akcií, a tím se s jměním přes miliardu dolarů stal nejbohatším umělcem v žánru hip hop a jedním z nejbohatších lidí na světě. Nicméně Forbes i v roce 2015 odhadoval jeho jmění jen na 700 milionů dolarů.

## Kariéra

### Počátky
Započal svou kariéru jako člen skupiny The World Class Wreckin' Cru v první polovině osmdesátých let. V roce 1986 stáli Dr. Dre a další člen World Class Wreckin' Cru DJ Yella u zrodu skupiny N.W.A, velmi úspěšné a kontroverzní skupiny, která víceméně definovala pojem gangsta rap. Dr. Dre dosáhl s NWA velkého úspěchu, ale na vrcholu popularity v roce 1991 skupinu opustil, aby se Sugem Knightem založili nahrávací společnost Death Row Records.

### The Chronic (1992)
Svůj první sólový singl "Deep Cover" vydal na jaře roku 1992. Tahle nahrávka byla nejen debutem jeho G funk stylu, ale i počátkem spolupráce s rapperem Snoop Doggy Doggem (později známým pouze jako Snoop Dogg). Ten se poprvé objevil na debutovém albu Dr. Dre The Chronic v roce 1992, na kterém dostal stejný prostor jako Dr. Dre. Z alba se díky singlům "Nuthin' But a 'G' Thang" a "Fuck wit Dre Day (and Everybody's Celebratin')" (na obou hostoval Snoop Doggy Dogg) stal v USA 3× platinový trhák. Po vydání nebylo v podstatě možné zaslechnout hip-hop, který by neovlivnil Dr. Dre a jeho G funk styl.
Následující rok produkoval Snoop Doggovo první album Doggystyle, které se neslo v podobném duchu jako jeho vlastní hudba. Doggystyle dosáhlo obrovského úspěchu a bylo prvním debutovým albem, které se dostalo na první příčku v hodnocení amerického hudebního časopisu Billboard.

### Založení Aftermath Ent. (1996)
V roce 1996 napomohla skladba "California Love", produkt spolupráce s umělcem patřícím pod Death Row Records Tupacem Shakurem, dalšímu upevnění pozice Death Row Records a Dr. Dreho v hudebním průmyslu. Ke konci roku ale vzala popularita Death Row Records za své po smrti Tupaca Shakura a obviněních vznesených proti Suge Knightovi. Dr. Dre předvídavě Death Row Records opustil před jeho faktickým pádem a založil vlastní vydavatelství Aftermath Entertainment. Na albu Dr. Dre Presents … The Aftermath, vydaném na konci roku, se objevily skladby od nových umělců, kteří se přidali do Aftermath, a také skladba „Been There, Done That“, která byla míněna jako symbolická rozlučka s gangsta rapem a Dr. Dre v ní naznačoval přechod k jiné oblasti hudby i životního stylu.
V roce 1997 podepsal smlouvu se slibným začínajícím rapperem Eminemem a produkoval jeho kontroverzní album The Slim Shady LP v roce 1999, které následovalo ještě kontroverznější a úspěšnější album The Marshall Mathers LP v roce 2000, na kterém už měl Dr. Dre menší podíl. V době vydání The Eminem Show, v roce 2002, si už Eminem produkoval většinu hudby sám.

### Chronic 2001 (1999)
V roce 1999 vydal své druhé sólové album nazvané 2001 (někdy také nazýváno Dr. Dre: 2001 nebo Chronic 2001: No Seeds). Stejně jako předtím se na albu objevilo množství jiných rapperů jako Hittman, Snoop Dogg, Jay-Z, Xzibit nebo Eminem. Album bylo velice úspěšné (v USA 6x platinové a v Kanadě 5× platinové) a dokázalo tak pravdivost v něm obsažených textů, ve kterých stojí, že s Dr. Drem je stále potřeba počítat, i přes nedostatek nahrávek v minulých letech. Album se vydalo novým hudebním směrem, charakterizovaným vysoko posazeným pianem a smyčcovými melodiemi na pozadí bohaté a hluboké basové linky.
V roce 2003 Dr. Dre a Eminem produkovali debutové album rappera 50 Centa, Get Rich or Die Tryin', ze kterého pochází i úspěšný singl „In Da Club“.

### Detox (2004–2014)
Album Detox, údajně poslední sólové album Dr. Dre, bylo plánováno na rok 2004. Projekt byl určitou dobu označován za zrušený, protože se Dr. Dre rozhodl věnovat své úsilí na produkci nahrávek ostatních umělců vydavatelství Aftermath (Eminem, 50 Cent, Eve, The Game a Busta Rhymes). Nicméně v listopadu 2004 Dr. Dre a Interscope Records potvrdili, že na Detox se stále pracuje a vydání je naplánováno na podzim 2005, album se ovšem odkládalo dalších pět let.
Roku 2009 vydal Eminem album Relapse, na kterém je majorita písní produkována Dr. Drem. Eminem uvedl, že je to dáno speciální chemií, která probíhá mezi jeho texty a beaty od Dr. Dre. O rok později však Eminemovu albu Recovery přispěl jen jediným beatem.
V listopadu 2010 vydal singl "Kush" (ft. Snoop Dogg & Akon), který se umístil na 34. pozici v Billboard Hot 100, a tím po deseti letech vrátil Dr. Dreho do hudebních žebříčků. Druhým singlem z alba, vydaným v únoru 2011, je velmi úspěšná píseň "I Need a Doctor" (ft. Eminem a Skylar Grey), ta debutovala na 5. místě žebříčku Billboard Hot 100. Na jaře 2011 byl natočen klip k singlu "I Need a Doctor", v kterém se odkazovalo na datum 20. dubna 2011, což bylo bráno jako datum vydání alba.. Ovšem nakonec se ukázalo, že o datum vydání nešlo a album je plánováno k vydání do podzimu 2011. Zatím poslední datum vydání bylo stanoveno na 26. červenec 2011, ale ani to nebylo dodrženo. Album nakonec nebylo vydáno.

### Compton: A Soundtrack by Dr. Dre (2015)
V srpnu 2015 oznámil ve své show The Pharmacy, vysílané na jeho rádiové stanici Beats 1 Radio, že vydá své třetí studiové album s názvem Compton: A Soundtrack by Dr. Dre. Album mělo stanoveno datum vydání na 7. srpna 2015, ale již o pár hodin dříve bylo exkluzivně dostupné na streamovací službě Apple Music. Na albu hostují Kendrick Lamar, Xzibit, Ice Cube, Snoop Dogg, Eminem nebo Game. V show také vysvětlil, že album s názvem Detox nevydal, protože nebylo dost dobré. Album debutovalo na 2. příčce žebříčku Billboard 200 s 276 000 prodanými kusy v první týden prodeje v USA. Do poloviny září 2015 se v USA prodalo 401 000 kusů alba.

### Grand Theft Auto Online: The Contract (2021)
V prosinci 2021 byl uveden na trh update online hry Grand Theft Auto Online nazvaný Dr. Dre's The Contract. Hra obsahovala šest nových písní Dr. Dre, které byly na streamovací služby uvedeny v únoru 2022.

## Jiná odvětví

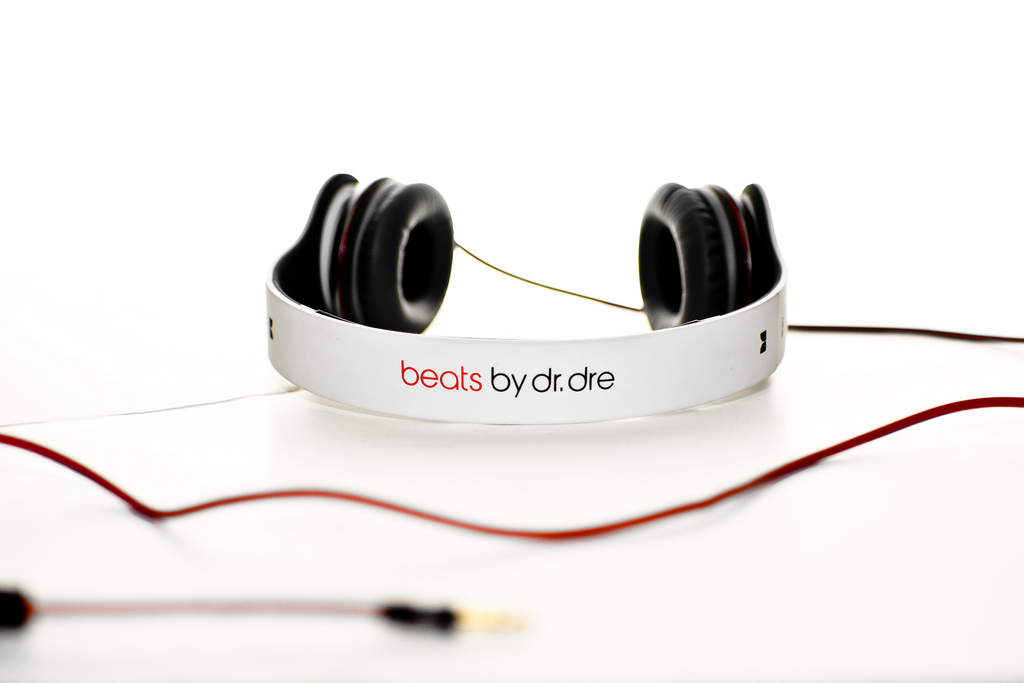
Bílé "Beats By Dr.Dre", model "Solo"

### Film
Dr. Dre se objevil ve filmech Set It Off (1996), The Wash(2001) a Training Day(2001), ale později prohlásil, že herecké kariéře se věnovat nehodlá. Také přispěl svou tvorbou na soundtracky k těmto filmům. V roce 2010 se rozhodl produkovat biografický film o skupině N.W.A..

### Beats by Dr. Dre
V roce 2008 vydal svou vlastní edici sluchátek nazvanou "Beats by Dr. Dre" u své firmy Beats Electronics. Tato sluchátka se stala hitem a módním doplňkem v mnoha hudebních klipech. Pod značkou "Beats by Dre" poté vyšly modely designované Lady Gagou ("Heartbeats") a Diddym ("Diddy beats"). Firmu Beats Electronics založil roku 2008 spolu s šéfem Interscope Records Jimmy Iovinem. Roku 2011 odprodali 51% akcií firmy společnosti HTC za 300 milionů amerických dolarů. V roce 2013 je však odkoupili zpět a stali se znovu většinovými vlastníky.
V září 2013 se menšinovým vlastníkem stala skupina Carlyle, která do Beats Electronics LLC investovala 500 milionů dolarů. Celková hodnota společnosti tím vzrostla ke dvěma miliardám dolarů. V květnu 2014 jednala společnost Apple o odkoupení společnosti Beats Audio za rekordních 3,2 miliardy dolarů. V červnu 2014 byl obchod potvrzen a Dr. Dre, který vlastnil přes 25 % akcií společnosti se tím stal prvním umělcem žánru hip hop, jehož jmění přesáhlo miliardu dolarů. Dle časopisu Forbes se obchod udál za 3 miliardy dolarů a Dre z něj po zdanění získal 500 milionů dolarů, což mu zvedlo celkové jmění v roce 2015 na 700 milionů dolarů.

## Diskografie

### Studiová alba
| Rok  | Album                                                                | Nejvyšší umístění v hitparádě | Nejvyšší umístění v hitparádě | Nejvyšší umístění v hitparádě | Nejvyšší umístění v hitparádě | Ocenění                                                 |
| Rok  | Album                                                                | US 200                        | US Hip-Hop                    | UK                            | CAN                           | Ocenění                                                 |
| ---- | -------------------------------------------------------------------- | ----------------------------- | ----------------------------- | ----------------------------- | ----------------------------- | ------------------------------------------------------- |
| 1992 | The Chronic - Vydáno: 15. prosince 1992 - Vydavatel: Death Row       | 3                             | 1                             | 43                            | -                             | US: 3x platinové UK: stříbrné                           |
| 1999 | 2001 - Vydáno: 16. listopadu 1999 - Vydavatel: Aftermath, Interscope | 2                             | 1                             | 4                             | 3                             | US: 6x platinové UK: zlaté CAN: 5x platinové AUS: zlaté |
| 2015 | Compton - Vydáno: 7. srpna 2015 - Vydavatel: Aftermath, Interscope   | 2                             | 1                             | 1                             | 1                             | US: /                                                   |

### Kompilace
| Rok  | Album                                                                                          | Nejvyšší umístění v hitparádě | Nejvyšší umístění v hitparádě | Ocenění       |
| Rok  | Album                                                                                          | US 200                        | US Hip-Hop                    | Ocenění       |
| ---- | ---------------------------------------------------------------------------------------------- | ----------------------------- | ----------------------------- | ------------- |
| 1994 | Concrete Roots - Vydáno: 20. září 1994 - Vydavatel: Triple X Ent.                              | 43                            | 14                            | US: /         |
| 1996 | First Round Knock Out - Vydáno: 21. května 1996 - Vydavatel: Triple X Ent.                     | 52                            | 18                            | US: /         |
| 1996 | Back 'n the Day - Vydáno: 24. září 1996 - Vydavatel: Blue Dolphin                              | -                             | -                             | US: /         |
| 1996 | Dr. Dre Presents the Aftermath - Vydáno: 26. listopadu 1996 - Vydavatel: Aftermath, Interscope | 6                             | 3                             | US: platinové |
| 2002 | Chronicle: Best of the Works - Vydáno: 28. května 2002 - Vydavatel: Death Row                  | -                             | -                             | US: /         |
| 2006 | Chronicles: Death Row Classics - Vydáno: 27. června 2006 - Vydavatel: Death Row                | -                             | 84                            | US: /         |

### Úspěšné singly
| Rok  | Název písně                                                             | Pozice v mezinárodních žebříčcích | Pozice v mezinárodních žebříčcích | Pozice v mezinárodních žebříčcích | Pozice v mezinárodních žebříčcích | Certifikace      | Album       |
| Rok  | Název písně                                                             | US 100                            | US Hip Hop                        | US Rap                            | UK                                | Certifikace      | Album       |
| ---- | ----------------------------------------------------------------------- | --------------------------------- | --------------------------------- | --------------------------------- | --------------------------------- | ---------------- | ----------- |
| 1993 | "Nuthin' but a "G" Thang" (ft. Snoop Doggy Dogg)                        | 2                                 | 1                                 | 1                                 | 31                                | US: platinová    | The Chronic |
| 1993 | "Fuck wit Dre Day (and Everybody's Celebratin')" (ft. Snoop Doggy Dogg) | 8                                 | 6                                 | 13                                | 59                                | US: zlatá        | The Chronic |
| 1993 | "Let Me Ride"                                                           | 34                                | 34                                | 3                                 | 31                                |                  | The Chronic |
| 1995 | "Keep Their Heads Ringin'"                                              | 10                                | 10                                | 1                                 | 25                                | US: zlatá        | Friday OST  |
| 2000 | "Forgot About Dre" (ft. Eminem)                                         | 25                                | 14                                | -                                 | 7                                 |                  | 2001        |
| 2000 | "The Next Episode" (ft. Kurupt, Snoop Dogg a Nate Dogg)                 | 23                                | 11                                | 9                                 | 3                                 |                  | 2001        |
| 2010 | "Kush" (ft. Snoop Dogg a Akon)                                          | 34                                | 43                                | 11                                | 57                                |                  | Detox       |
| 2011 | "I Need a Doctor" (ft. Eminem a Skylar Grey)                            | 4                                 | 124                               | 16                                | 8                                 | US: 2x platinová | Detox       |